# Batîrhan Șukenov
Batîrhan Șukenov (în rusă Батырхан Камалович Шукенов; n. 18 mai 1962, Qyzylorda, Kazahstan – d. 28 aprilie 2015, Moscova, Rusia) a fost un cântăreț rus de origine kazahă.